# Jan Sokol z Lamberka
Jan Sokol z Lamberka (kolem 1350 – 28. září 1410) byl žoldnéř a vojevůdce pocházející z Moravy, který se proslavil ve vnitřních sporech členů lucemburské dynastie a svou účastí na straně polsko-litevské koalice v bitvě u Grunwaldu.

## Životopis

### Narození a mládí
Jan Sokol z Lamberka se narodil přibližně kolem roku 1350, a to spíše dříve nežli později, protože v roce 1370 je již doložený jako žoldnéř v Itálii. Dříve se předpokládalo, že se narodil až kolem roku 1355. Jeho otcem byl Jaroslav z Knínic, který v roce 1364 prodal Knínice a usadil se u Březníka, kde před rokem 1370 začíná stavět na protáhlém a nevysokém ostrohu řeky Oslavy hrad Lamberk (z něm. Langenberg – dlouhý kopec), podle kterého se rod začal psát. O dětství Jana Sokola nemáme žádné zprávy. Jeho otec byl v letech 1356–7 znojemským purkrabím, od roku 1368 soudcem olomoucké cúdy a od roku 1368 hofmistrem moravského markraběte Jana Jindřicha. Jaroslav z Knínic byl dvakrát ženat, jeho první manželka a Janova matka Hedvika je zmiňovaná k roku 1350, druhá manželka Markéta, matka mladšího bratra Jaroslava, Arkleba a Anežky, se poprvé objevuje až o 10 let později. Jaroslav z Knínic je naposledy doložen v roce 1379 a v roce 1385 je uváděn jako nebožtík.

### První vojenské zkušenosti
Jan Sokol zřejmě jako poměrně mladý odešel do zahraničí, kde se dlouhou dobu živil jako žoldnéř a sbíral válečné zkušenosti. Tím se dá vysvětlit, že v době markraběcích válek se náhle objevuje již jako uznávaný velitel. Doložené je jeho působení v Itálii, kde se v roce 1370 objevuje ve službách byzantského císaře Jana V. Palaiologa. Víme to jen díky sporu, který vedl na jedné straně Jan Sokol (uváděný jako Jescho Lamberger), jakýsi Zdeněk z Čech a další žoldnéři z Čech, Polska a Říše proti jinému služebníkovi byzantského císaře jménem Michael Strangillo na straně druhé. Uvedený rytíř měl veřejně rozhlašovat, že mezi členy Sokola společenstva není ani jediný čestný muž a že nestojí za nic ani jako válečníci. Uražená strana požadovala, aby se Strangillo dostavil na sklonku léta 1370 do Padovy, kde měl zopakovat svá slova. Následovat měl souboj o čest – jeden, tři, šest nebo osm proti stejnému počtu protivníků. Celý spor však pravděpodobně vyzněl do ztracena, jak nasvědčuje brzký odjezd císaře z Itálie a s tím spojený rozpad jeho bojového doprovodu na tomto území.

### Účast na válkách uvnitř lucemburské dynastie
První ověřené zmínky o Janu Sokolovi z území Českého království pochází z roku 1396, kdy vdova po Jaroslavu z Knínic vydala listinu, podle které se má každoročně sloužit mše za spásu svou a svých synů v březnickém kostele. Mezi svědky je vůbec poprvé uveden Jan Sokol z Lamberka (Jesco Sokol de Lamberg) a další svědkové, kteří jsou zřejmě jeho příbuzní – Léva z Březníka, Jindřich z Kraví Hory a Ješík z Kralic. Ještě v témž roce začíná spolu se svými sourozenci nájezdy na statky Jindřicha z Rožmberka, jak ukazují zápisy v rožmberské popravčí knize, kde je Sokol označen za nepřítele rodu. Prvního března 1397 král Václav IV. přiznává Janu Sokolovi a jeho nevlastním bratrům Arklebovi a Jaroslavovi 300 kop pražských grošů, ve formě odúmrtí. Jde o jasný doklad, že Lamberkové jednali na králův pokyn. V průběhu dalších let Sokolova skupina obsazuje tvrz Hobzí, a získává i další opěrné body na tvrzích Heraltice, Hrádku a na hradě Holoubku u Dalešic. Václav IV., roku 1399 zapisuje Sokolovi znovu 300 kop a v roce 1400 dalších 700 kop z odúmrtí.
V únoru 1399 nanovo vypukla válka mezi moravskými markrabaty, a služby Jana Sokola využil Václavův spojenec Prokop Lucemburský, který během často najímal bojové či lapkovské skupiny s účelem škodit svému bratru Joštovi. Sokol kolem roku 1400 pomohl Prokopovi obsadit Jemnice, která pak zůstala pod jejich kontrolou až roku 1405, a předtím i Pohořelice. 
V noci z 19. února na 20. února 1402 se Jan Sokol pokusil se Zikmundem z Křižanova o přepadení Jihlavy, které se však nepodařilo. Údajně mělo jít o pomstu za několikatýdenní věznění rytíře Heřmana z Bukové jihlavskými měšťany. Díky minoritskému mnichovi z kláštera stojícího poblíž hradeb nedaleko brány Matky Boží, které útočníci právě zlézali, byl způsoben poplach. Mnich rychle doběhl do zvonice kostela Panny Marie a vyzváněním zburcoval městskou stráž spolu s měšťany a ti v brzkých ranních hodinách útočníky odrazili. Jan Sokol údajně ztratil v boji deset mužů a sám byl zajat a musel zaplatit výkupné. Jihlavští měšťané přišli o čtyři spoluobčany. Jelikož tehdy probíhala jednání mezi Prokopem a Zikmundem Lucemburským v Hradci Králové, šlo zřejmě o svévolnou akci Jana Sokola.
V roce 1402 dochází k obratu v celém konfliktu. Zikmund Lucemburský lstí zajímá své protivníky Václava IV. a Prokopa, oba odváží za hranice a snaží se zmocnit vlády. Nicméně brzy na to ztrácí podporu Jošta, který přechází na stranu jeho nepřátel. Před rokem 1397 Jan Sokol také společně s Vokem starším a Vokem mladším z Holštejna plenil statky kapituly olomoucké i kroměřížské, za což byli od olomouckého biskupa Mikuláše z Rýzmburka vyobcováni z církve. Nyní se všichni tři v rámci usmiřování s markrabětem Joštem káli a zavázali se, že budou-li zbaveni klatby, již nikdy nebudou tyto statky pustošit. Na základě toho z nich byla novým biskupem, Janem Mrázem, roku 1403 klatba sňata (předchozí biskup, Mikuláš z Rýzmburka, odešel již roku 1397 na věčnost). Jan Sokol na základě událostí vypověděl nepřátelství měšťanům Nového města Pražského za to, že se nezastali krále Václava IV. a působil jim škody na majetku. Těžiště bojů se tak přesouvá z Moravy do Čech, boje mezi stoupenci a protivníky Zikmunda pokračovaly i v roce 1403, kdy vypuklo v Uhrách povstání, a tak se Zikmundova vojska stáhla z Moravy a účastnila se jeho potlačování. Na konci roku 1403 Václav IV. prchá ze svého vídeňského zajetí a odměňuje své věrné, Jan Sokol získává v léno manskou vesnici Horky a hrad Stříbrnou Skalici. Největšími vnitřními nepřáteli krále zůstávají Jindřich z Rožmberka a olomoucký biskup Jan Železný.
Roku 1404 se Sokol z Lamberka zapsal do historie českých zemí tučným písmem, když společně s hejtmanem znojemské posádky Hynkem Suchým Čertem z Kunštátu a Jevišovic ubránil obležené Znojmo, které předtím obsadili, proti silnějšímu vojsku uherského krále Zikmunda a rakouského vévody Albrechta IV. Šestitýdenní obléhání přerušila teprve epidemie úplavice v táboře obléhatelů, které nakonec Albrecht IV. podlehl. Při obléhání Znojma bylo údajně poprvé v našich zemích použito děl. Postupně byly uzavřeny mírové smlouvy mezi všemi hlavními aktéry bojů. Prokop je propuštěn z vězení, brzy však umírá, čímž fakticky končí markraběcí války na Moravě. 
Jan Sokol z Lamberka nicméně ve své loupeživé činnosti z předchozích let pokračuje. V roce 1406 u Dolních Kounic oloupil brněnského obchodníka Michala, který se vracel se zbožím z Vídně. Ze svého úkrytu na hradě Lamberk dále přepadl a obsadil spolu s Krajířem hrad Náměšť, přesné datum není známo, snad mezi roky 1403 a 1407, který se podařilo po tuhém obléhání původnímu majiteli, pánu Lackovi z Kravař, získat zpět pomocí svých měšťanů z Meziřící a z Biteše roku 1408. Z roku 1408 se nám zachovala zmínka o sporu mezi Janem Sokolem z Lamberka a Erhartem Puškou z Kunštátu o sokolnické vinice u tvrze Sokolnice. Ve stejném roce si stěžoval Jan z Meziřicka, že Sokol byl přijat na jeho hradě, kde se však zachoval nešlechetně a okradl jej o koně, kterého si cení na 20 kop. Podobně si téhož roku naříkali Erhart Puška z Kunštátu, že bez práva držel jeho zboží v Evančicích a Sokolnicích a Margareta, vdova z Tasova, neboť ji a chudým lidem na jejím dědictví v Tasově odehnal dobytek.
V květnu roku 1407 Sokol spolu s Vilémem Sudlicí přepadl v Rakousích městečko Láva nad Dyjí, zmocnil se zároveň i městského hradu, který např. Habsburkové označovali jako „klíč k Moravě“. Město pak bránil proti rakouskému vévodovi Leopoldovi a vyklidil ho teprve tehdy, když Leopold svolil všechny zaplatit 23.000 dukátů markraběti Joštovi. S pravděpodobným Joštovým souhlasem se pak Sokol dal do Leopoldových služeb v boji proti jeho bratru Arnoštovi.
V roce 1409 byla spuštěna vojenská kampan moravských stavů s cílem zastavit po válce přetrvávající loupežení a konflikty. Dobyta byla Kraví Hora a Rabštejn, centra bojových družin navázaných na nedaleký Sokolův Lamberk, zajeté posádky byly v Brně popraveny. Ostrý postup proti lapkům měl vliv na to, že řada z nich hledala zaměstnání v cizině.

### Tažení do Polska
Poslední část života Jana Sokola je spojena se službou polskému králi Vladislavu Jagellovi v nadcházejícím konfliktu mezi polsko-litevskou unií a řádem německých rytířů, který vyvrcholil v bitvě u Grunwaldu. Sokol byl pověřen získáváním žoldnéřů pro polského krále v Čechách a na Moravě. Významnou úlohu při verbování měl také nový moravský zemský hejtman Lacek z Kravař, který se snažil uklinit poměry na Moravě tím, že vypraví bojové družiny do Polska. Nábor bojovníků do nové války se dařilo, Češi a Moravané nakonec postavili 3 korouhve z 50 polských. Na konci května Jan Sokol velel 500 kopím (zhruba 1500–2000 mužům), kteří obsadili klášter v Koronově a přeměnili ho na pokyn polského krále v pevnost. Před 24. červnem, kdy již oficiální příměří mezi Polskem a řádem začalo končit, přemístil král Vladislav Sokola s jeho posádkou k Wolbórzu, kde se spojili s polským vojskem.

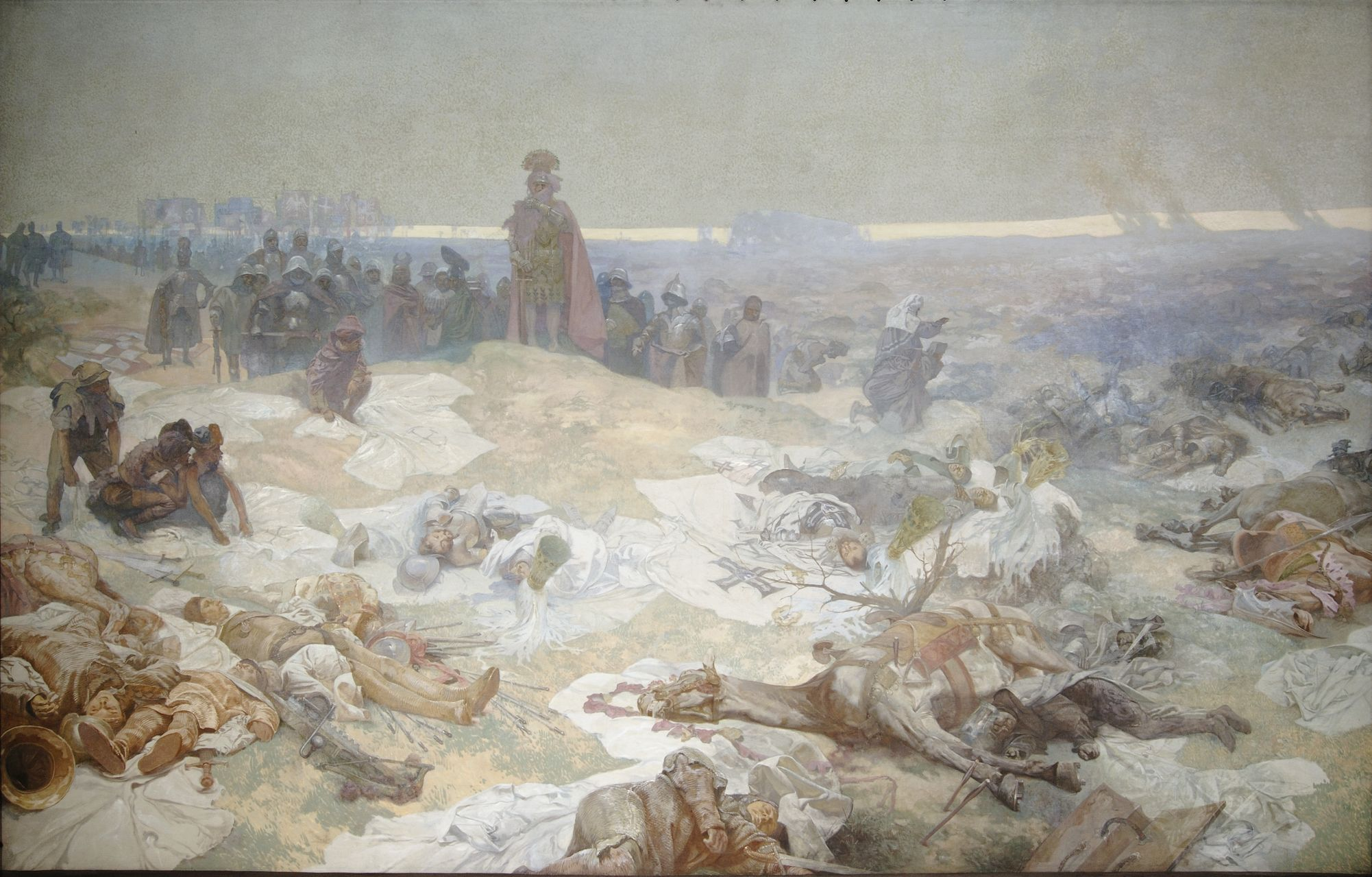
Bitva u Grunwaldu

V bitvě u Grunwaldu Jan Sokol z Lamberka spolu se Stanislavem z Dobré Vody velel čtvrté polské korouhvi sv. Jiří, v níž bylo na patnáct set jezdců, vesměs Čechů a Moravanů. Po vítězství Poláků se podílel na dobývání křižáckých hradů a stal se správcem jednoho z nich – Radzyně.

### Smrt
Smrti Jana Sokola popisuje kronika Jana Długosze, podle kronikáře měl zemřít 28. září 1410 po hostině, na kterou byl 27. září 1410 pozván k polskému králi Vladislavu Jagellovi do Toruně. Příčinou smrti byla údajně otrava z ryb, spekulovalo se, že otrava mohla být zaměřně provedená. Kým, o tom bylo možné pouze spekulovat, například v Toulkách českou minulostí se dočteme odvážnou hypotézu, že jej otrávil sám Žižka. Z dobových pramenů se nic určitého nedozvíme, další teorie tvrdí, že Jana Sokola otrávili polští pánové, jimž se prý zajídal vliv, jaký získal na krále Vladislava Jagella. Polský král mu již totiž věnoval četná zboží v Polsku a mimo jiné jako projev své velké náklonnosti nechal na své náklady později studovat Janovy syny v Krakově. 
Výše uvedené apekulace nejsou s největší pravděpodobností pravdivé. V poslední době byly (znovu)objeveny dva dokumenty, které prodlužují dobu života moravského šlechtice nejméně o půlroku. K 9.10. 1410 je datován list balgijského komtura hraběte Friedricha von Zollern, který líčí velmistrovi vojenskou činnost Jana Sokola, snad v okolí Toruně. Poslední zmínka je z počátku února 1411, před tímto datem měl Sokol velet oddílu žoldnéřů v Szubině.  

## Význam

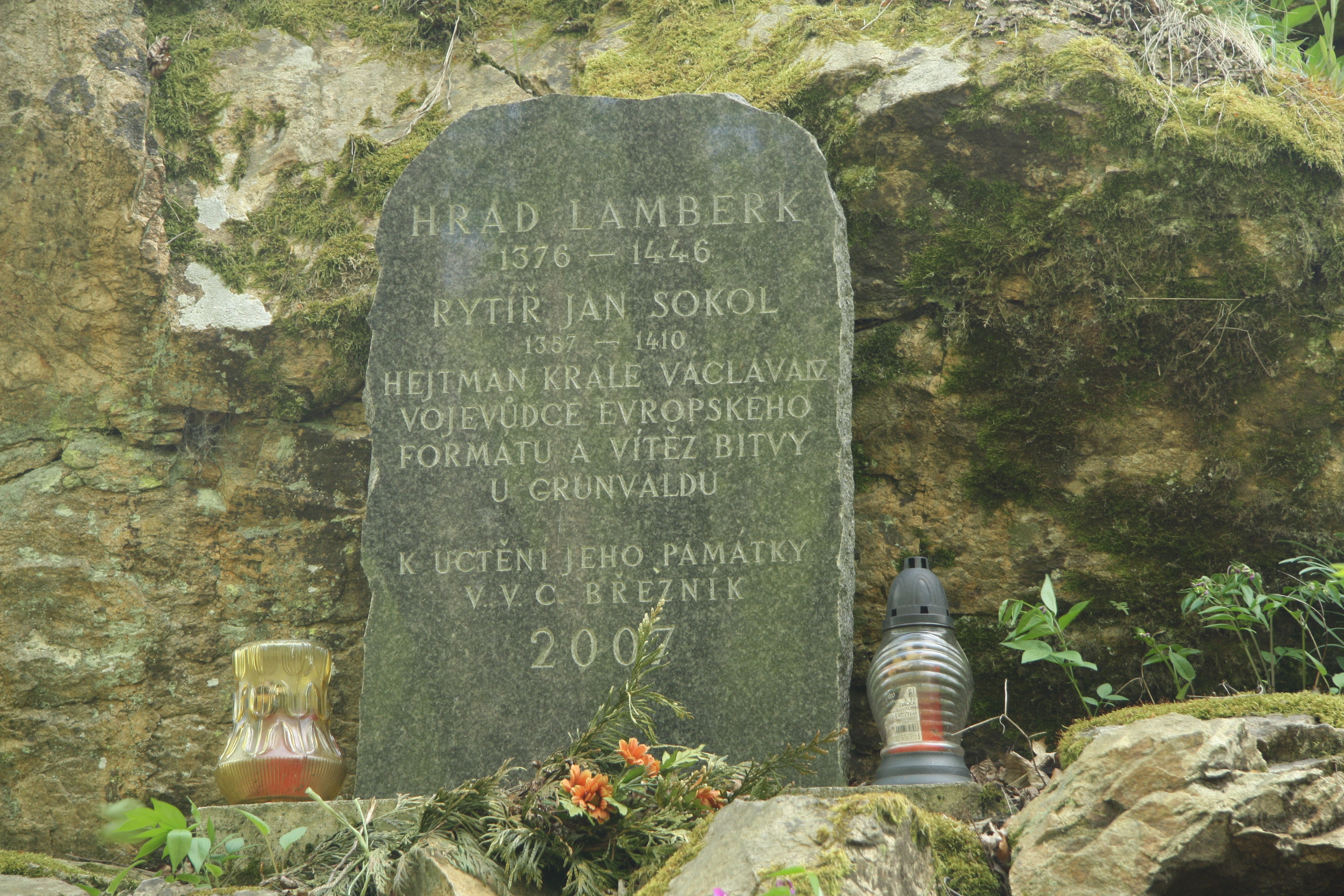
Pomník Jana Sokola z Lamberka

Jan Sokol z Lamberka byl nejvýznamnějším českým vojevůdcem předhusitského období. Vojenská služba ve středověku obnášela nejen rytířský boj, ale i loupení, šacování a jímání pro výkupné. Takovéto záškodnické skupiny byly často najímány vyšší šlechtou, aby škodily na zboží jejich protivníků a zdá se, že Sokol málokdy bojoval na vlastní pěst, ale většinou ve službách Václavových bratranců Jošta nebo Prokopa či samotného krále Václava IV.

## Rodokmen
| 1                                  | 2                                  | 3                                                                  | 4                                                                  | 5                                                                  | 6                                                                  | 7                                                 | 8                                                 | 9                                        | 10                    | 11                                             | 12                                             | 13                                             | 14                                             |
| 1                                  | 2                                  | 3                                                                  | 4                                                                  | Jaroslav I. z Knínic (druhá polovina 13. století)                  | Jaroslav I. z Knínic (druhá polovina 13. století)                  | Jaroslav I. z Knínic (druhá polovina 13. století) | Jaroslav I. z Knínic (druhá polovina 13. století) |                                          |                       |                                                |                                                |                                                |                                                |
| 1                                  | 2                                  | 3                                                                  | 4                                                                  | 5                                                                  | 6                                                                  | 7                                                 | 8                                                 | 9                                        | 10                    | 11                                             | 12                                             |                                                |                                                |
| 1                                  | 2                                  | 3                                                                  | 4                                                                  | 5                                                                  | 6                                                                  | 7                                                 | 8                                                 | 9                                        | 10                    | 11                                             | 12                                             |                                                |                                                |
| 1                                  | 2                                  | Jaroslav II. z Knínic (přelom 13. a 14. století)                   | Jaroslav II. z Knínic (přelom 13. a 14. století)                   | Jaroslav II. z Knínic (přelom 13. a 14. století)                   | Jaroslav II. z Knínic (přelom 13. a 14. století)                   | 7                                                 | 8                                                 | 9                                        | 10                    | Markvart z Knínic (druhá pol. 13. století)     | Markvart z Knínic (druhá pol. 13. století)     | Markvart z Knínic (druhá pol. 13. století)     | Markvart z Knínic (druhá pol. 13. století)     |
| 1                                  | 2                                  | 3                                                                  | 4                                                                  |                                                                    |                                                                    |                                                   |                                                   |                                          |                       |                                                |                                                |                                                |                                                |
| 1                                  | 2                                  | Matěj z Knínic (první pol. 14. století)                            | Matěj z Knínic (první pol. 14. století)                            | Matěj z Knínic (první pol. 14. století)                            | Matěj z Knínic (první pol. 14. století)                            |                                                   |                                                   |                                          |                       |                                                |                                                |                                                |                                                |
| 1                                  | 2                                  | 3                                                                  | 4                                                                  | 5                                                                  | 6                                                                  | 7                                                 | 8                                                 | 9                                        | 10                    | 11                                             | 12                                             |                                                |                                                |
| 1                                  | 2                                  | 3                                                                  | 4                                                                  | 5                                                                  | 6                                                                  | 7                                                 | 8                                                 | 9                                        | 10                    | 11                                             | 12                                             |                                                |                                                |
| 1                                  | 2                                  | Jaroslav III. z Knínic později z Lamberka (druhá pol. 14. století) | Jaroslav III. z Knínic později z Lamberka (druhá pol. 14. století) | Jaroslav III. z Knínic později z Lamberka (druhá pol. 14. století) | Jaroslav III. z Knínic později z Lamberka (druhá pol. 14. století) | 7                                                 | 8                                                 | 9                                        | 10                    | Hron z Knínic (polovina 14. století)           | Hron z Knínic (polovina 14. století)           | Hron z Knínic (polovina 14. století)           | Hron z Knínic (polovina 14. století)           |
| 1                                  | 2                                  | 3                                                                  | 4                                                                  | 5                                                                  | 6                                                                  | 7                                                 | 8                                                 | 9                                        |                       |                                                |                                                |                                                |                                                |
| 1                                  | 2                                  | 3                                                                  | 4                                                                  | 5                                                                  | 6                                                                  | 7                                                 | 8                                                 | 9                                        |                       |                                                |                                                |                                                |                                                |
| 1                                  | 2                                  | Hedvika (1. manželka)                                              | Hedvika (1. manželka)                                              | Hedvika (1. manželka)                                              | Hedvika (1. manželka)                                              | 7                                                 | Markéta (2. manželka)                             | Markéta (2. manželka)                    | Markéta (2. manželka) | Markéta (2. manželka)                          |                                                |                                                |                                                |
| 1                                  | 2                                  | 3                                                                  | 4                                                                  | 5                                                                  | 6                                                                  | 7                                                 | 8                                                 | 9                                        | 10                    | 11                                             | 12                                             |                                                |                                                |
| 1                                  | 2                                  | 3                                                                  | 4                                                                  | 5                                                                  | 6                                                                  | 7                                                 | 8                                                 | 9                                        | 10                    | 11                                             | 12                                             |                                                |                                                |
| Jan Sokol z Lamberka (1355 - 1410) | Jan Sokol z Lamberka (1355 - 1410) | Jan Sokol z Lamberka (1355 - 1410)                                 | Jan Sokol z Lamberka (1355 - 1410)                                 | 5                                                                  | Vaněk z Lamberka neb z Vigštejna (†1420)                           | Vaněk z Lamberka neb z Vigštejna (†1420)          | Vaněk z Lamberka neb z Vigštejna (†1420)          | Vaněk z Lamberka neb z Vigštejna (†1420) | 10                    | Artleb z Lamberka; Jaroslav z Lamberka; Anežka | Artleb z Lamberka; Jaroslav z Lamberka; Anežka | Artleb z Lamberka; Jaroslav z Lamberka; Anežka | Artleb z Lamberka; Jaroslav z Lamberka; Anežka |
| 1                                  | 2                                  | 3                                                                  | 4                                                                  | 5                                                                  | 6                                                                  | 7                                                 | 8                                                 | 9                                        | 10                    |                                                |                                                |                                                |                                                |
| 1                                  | 2                                  | 3                                                                  | 4                                                                  | 5                                                                  | 6                                                                  | 7                                                 |                                                   |                                          |                       |                                                |                                                |                                                |                                                |
| Mikuláš Sokol z Lamberka           | Mikuláš Sokol z Lamberka           | Mikuláš Sokol z Lamberka                                           | Mikuláš Sokol z Lamberka                                           | 5                                                                  | Jaroslav Sokol z Lamberka                                          | Jaroslav Sokol z Lamberka                         | Jaroslav Sokol z Lamberka                         | Jaroslav Sokol z Lamberka                | 10                    |                                                |                                                |                                                |                                                |

## Kulturní odkaz
Jedním z nejznámějších zpodobnění Jana Sokola z Lamberku je na obrazu „Po bitvě u Grunwaldu (1410)“ Alfonse Muchy, který náleží do jeho velkého cyklu zvaného Slovanská epopej.
Obraz představuje bitevní pole za rozednívání druhého dne po krvavé bitvě. Mocný a pyšný Řád německých rytířů je konečně poražen. Polský král Vladislav stojí na malém pahorku a smutně přehlíží bitevní pole. Všude kolem něj se nachází mrtvoly bojovníků obou soupeřících stran, přímo pod pahorkem leží zabitý Ulrich von Jungingen – velmistr Řádu německých rytířů. V levé části obrazu klečí postava v křižáckém plášti a za ní stojí bojovník v pancíři a široké přilbě. Přímo za ním je Sokol a vlevo vedle něho Jan Žižka se sklopcem přes pravé oko. Tento obraz zařadil Mucha do Slovanské epopeje ne z pozice pýchy nad vítězstvím, ale jako příklad odsuzující násilí a vyzývající k přátelskému soužití mezi národy.